# Revolution OS
Revolution OS is een Amerikaanse documentaire uit 2001 over de geschiedenis van GNU, Linux en de open source-beweging. Verscheidene bekende hackers worden in de documentaire geïnterviewd waaronder: Richard Stallman, Michael Tiemann, Linus Torvalds, Larry Augustin, Eric S. Raymond, Bruce Perens, Frank Hecker en Brian Behlendorf.
- Website over de documentaire
- imdb